# كلايف لانغر
كلايف لانغر (بالإنجليزية: Clive Langer)‏ هو مؤلف موسيقى تصويرية وكاتب أغاني وملحن ومنتج أسطوانات بريطاني، ولد في 19 يونيو 1954 في هامبستاد في المملكة المتحدة.

## وصلات خارجية
- كلايف لانغر على موقع IMDb (الإنجليزية)
- كلايف لانغر على موقع ميوزك برينز (الإنجليزية)
- كلايف لانغر على موقع أول ميوزيك (الإنجليزية)
- كلايف لانغر على موقع ديسكوغز (الإنجليزية)
- كلايف لانغر على موقع قاعدة بيانات الفيلم (الإنجليزية)